# Tisza-tó
A Tisza-tó (1988-ig Kiskörei víztározó) Magyarország második legnagyobb tava és legnagyobb mesterséges tava a Tiszán, az Alföld északi részén.
Létrehozásának legfontosabb okai a Kiskörei Vízerőmű működéséhez szükséges egyenletes vízhozam biztosítása volt, valamint az ugyanebben az időszakban, Tiszaújvárosban épült Tiszai Hőerőmű hűtővíz igényéhez szükséges magas vízszint biztosítása duzzasztással.

## Fekvése

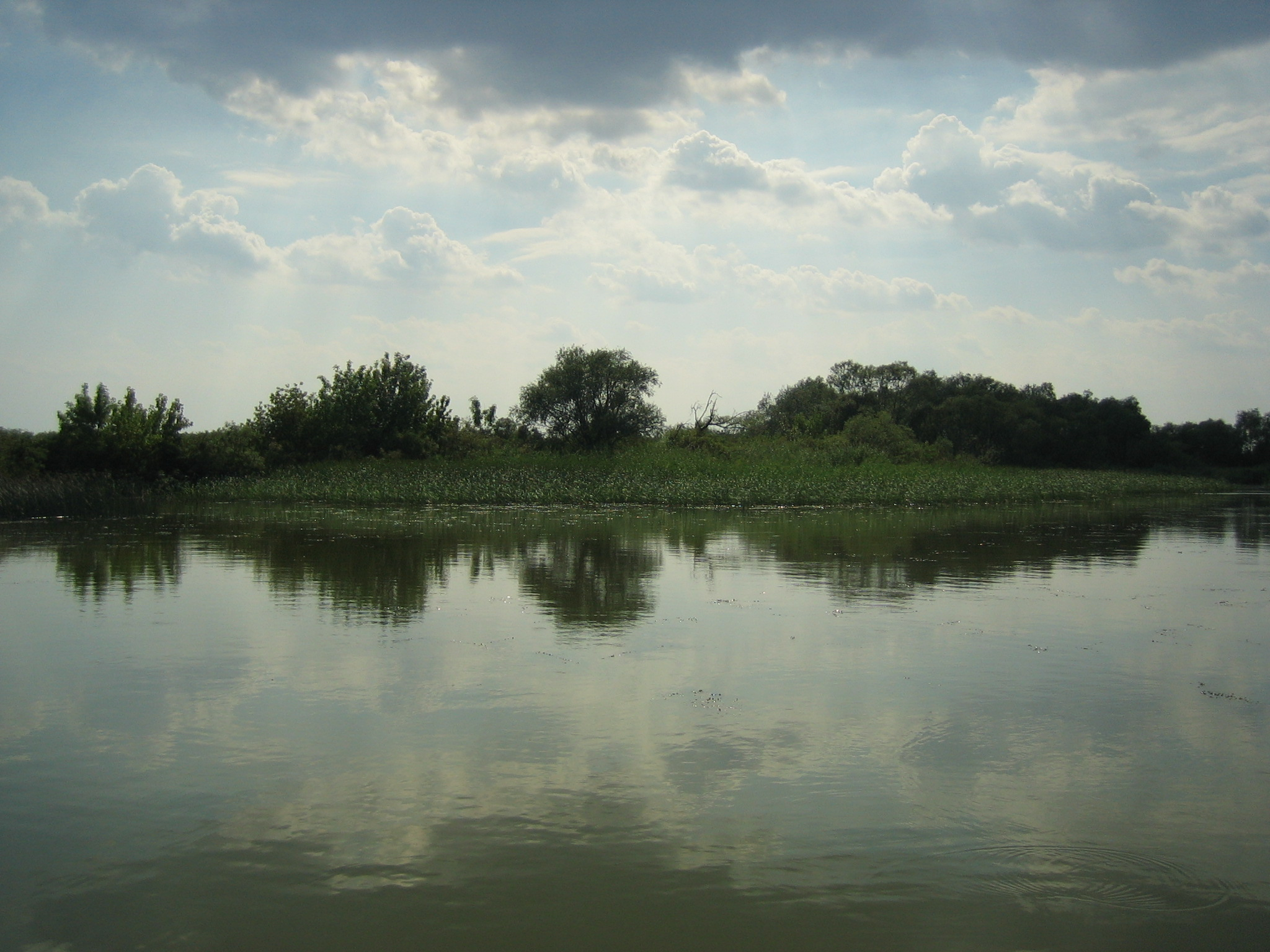
A Tisza-tó látképe

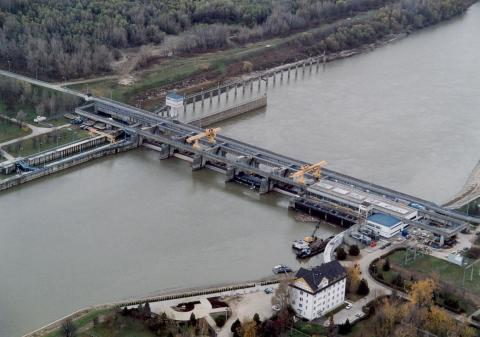
A kiskörei vízlépcső

Az Alföld északi részén, Heves vármegye délkeleti szélén, Borsod-Abaúj-Zemplén, Heves és Jász-Nagykun-Szolnok vármegye határán fekszik.
Területe 127 km², melyen mozaikosan váltakoznak a nyílt vízfelületek, szigetek, holtágak, sekély csatornák. Hossza (a Tisza folyása mentén mérve, vagyis nagyjából észak-déli irányban) 27 kilométer, átlagos mélysége 1,3 méter; a legmélyebb pontján azonban 17 méter mély. 43 km²-nyi sziget található benne.
Négy nagy nyíltvízű medencéből áll: Abádszalóki, Sarudi, Poroszlói, és a Tiszavalki.

### Megközelítése
A Tisza-tó közúti megközelítése napjainkban már egyszerű, Budapesttől az M3-as autópályán gyorsan eljuthatunk Füzesabonyig, majd onnan a 33-as főúton a tóig, amely nemcsak, hogy érinti, de (az északi harmadában) keresztül Poroszló és Tiszafüred között át is szeli a tó területét. A tó (folyásirány szerinti) bal partján fekvő települések között a Tiszaroff-Tiszafüred közti 3216-os húzódik végig, a jobb part községeit a 3213-as út köti össze; a tó északi oldalán fekvő települések megközelítési és összekötő útjai a 3301-es és a 3302-es utak, a két part közti átjárást pedig a 33-as főúton felül még egy út biztosítja: ez a 3209-es, mely Kiskörénél szeli át a Tiszát.
A hazai vasútvonalak között három olyan van, amelyen megközelíthető a Tisza-tó térsége. Kettő ezek közül a Tiszát is keresztezi: a Debrecen–Füzesabony-vasútvonal, amely közvetlenül a 33-as főút nyomvonala mellett húzódva szeli át a tó északi részét, valamint a Kál-Kápolna–Kisújszállás-vasútvonal, amely a vízlépcsőtől délre halad át a folyó felett; előbbihez Tiszafürednél csatlakozik a Karcag–Tiszafüred-vasútvonal, mely Karcagtól húzódik a tópart legnagyobb városáig, azonban ez utóbbi vasútvonalon 2023 óta határozatlan ideig szünetel a személyszállítás. A tó megközelítése szempontjából legfontosabb vasúti csatlakozási pontok: Poroszló vasútállomás, Tiszafüred vasútállomás, Kisköre vasútállomás és Abádszalók megállóhely, de a tó körüli községek közül saját állomása van Tiszaszőlősnek, és említést érdemel még e körben Tiszafüred-Gyártelep megállóhely is. A nyári szezonban közvetlen vonatok közlekednek a budapesti Keleti pályaudvar és Tiszafüred térsége között.

## Történelem
1967–1973 között építették fel a Kiskörei Erőművet a duzzasztógáttal a tiszai áradások szabályozása és az Alföld hatékonyabb vízellátása érdekében. A feltöltése 1978-ban fejeződött be. A mesterséges tó vize egykori holtágakat, vízfolyásokat, legelőket, erdőket, szántóföldeket borított el.
Azóta kialakult az ökológiája. Változatos növény- és állatvilág talált benne otthonra. A Tiszavalki-medencében madárrezervátum is működik. 1999 óta a Hortobágyi Nemzeti Park bemutatóterületeként az UNESCO világörökség része.

## Turizmus

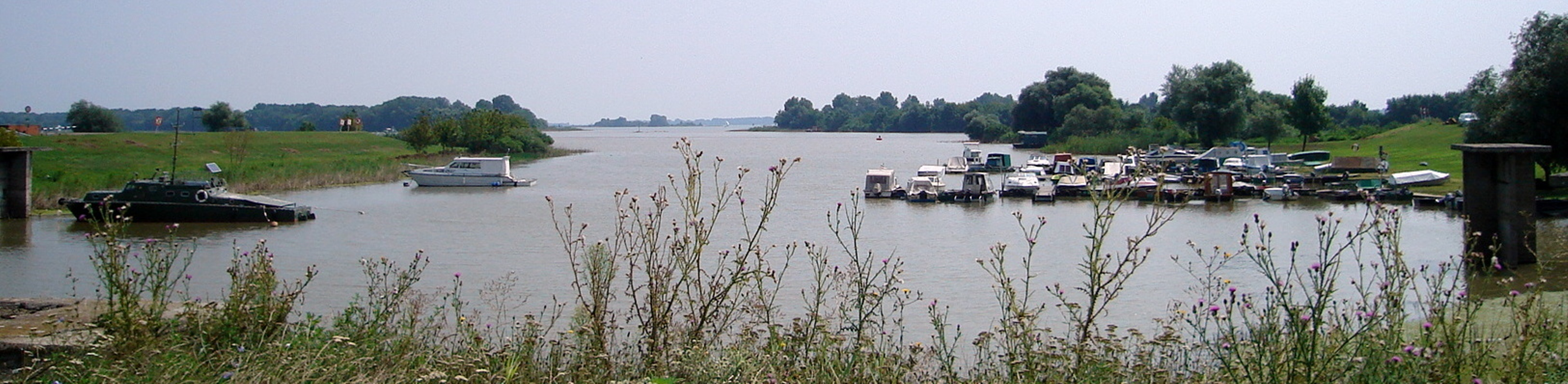
Csónakkikötő a Tisza-tavon

A tó feltöltése után először belföldi turisták kezdték el látogatni a tavat, mert sokkal olcsóbb volt a Balatonnál, idővel a falusi turizmus is beindult, a tó körül kempingek, szállodák, strandok épültek. A part mentén hat fizetős szabad vízi strand működik, Tiszafüreden pedig termálfürdők kínálnak fürdési lehetőséget. Abádszalók környékén a vízi sportok széles skálája gyakorolható, beleértve motoros vízi sportokat is. A horgászat a szabályok betartása mellett engedélyezett.
A Tisza-tó vadvízi világa gyalog, kerékpárral, lóháton és csónakkal is bejárható. A Tisza-tavi madárrezervátum védett terület, csak vezetővel látogatható.
2012-ben nyílt meg Poroszlón a Tisza-tavi Ökocentrum, amely interaktív módon mutatja be a Tisza-tó és a Tisza-völgy természeti értékeit és élővilágát. A látogatóközpont 2600 m²-es főépülete többek között kiállításoknak, rendezvényeknek ad otthont, de kilátó is található itt. A 735 m³ össztérfogatú akváriumrendszer a legnagyobb édesvízű akvárium Európában. A főépületet héthektáros szabadidőpark veszi körül állatbemutatókkal és játszóterekkel; skanzenje a 19. századi életmódot mutatja be. Az ökocentrum kikötőjéből vízitúrák és kishajós kirándulások indulnak.

## A Tisza-tavi Ökocentrum Poroszlón

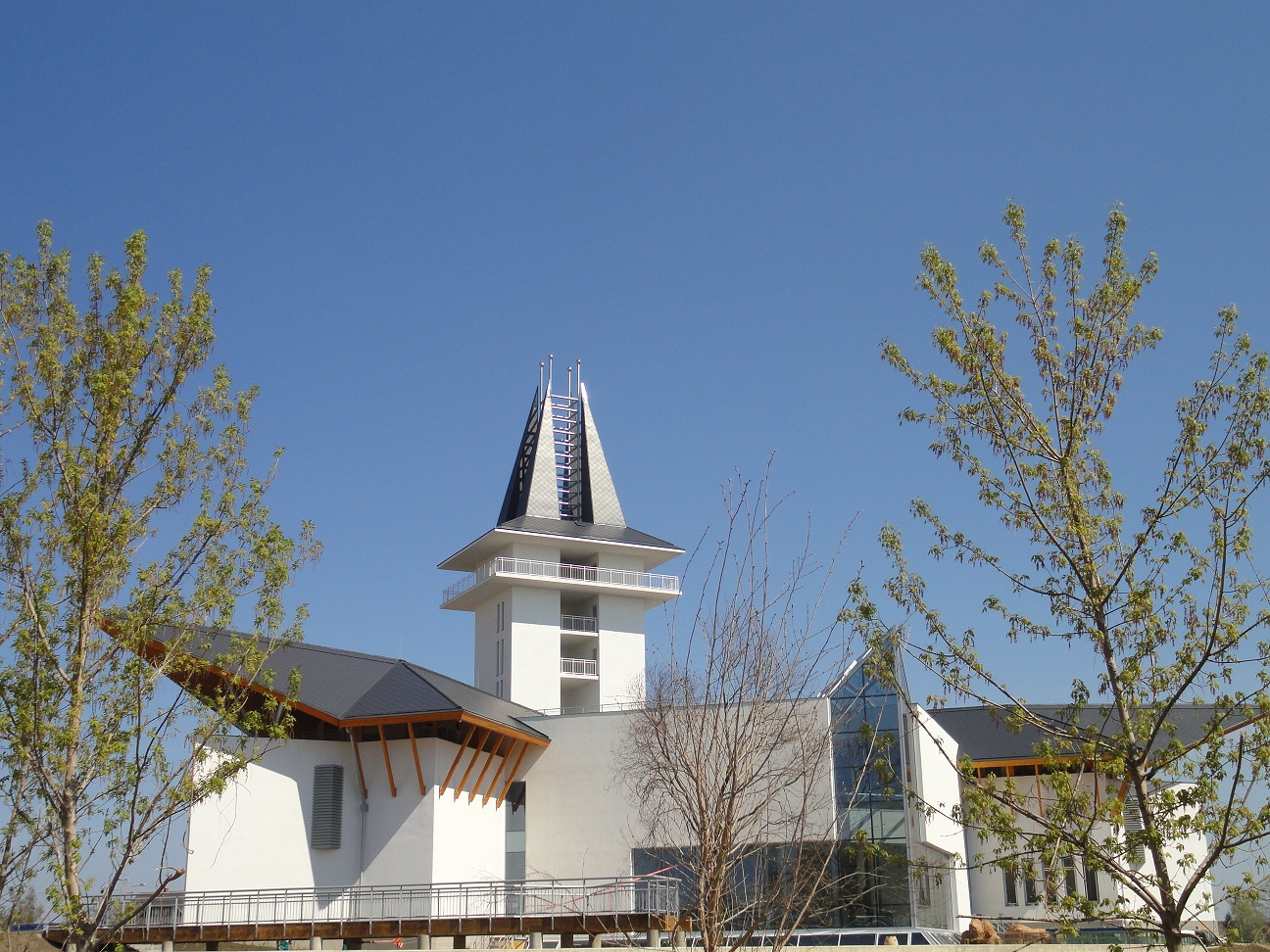
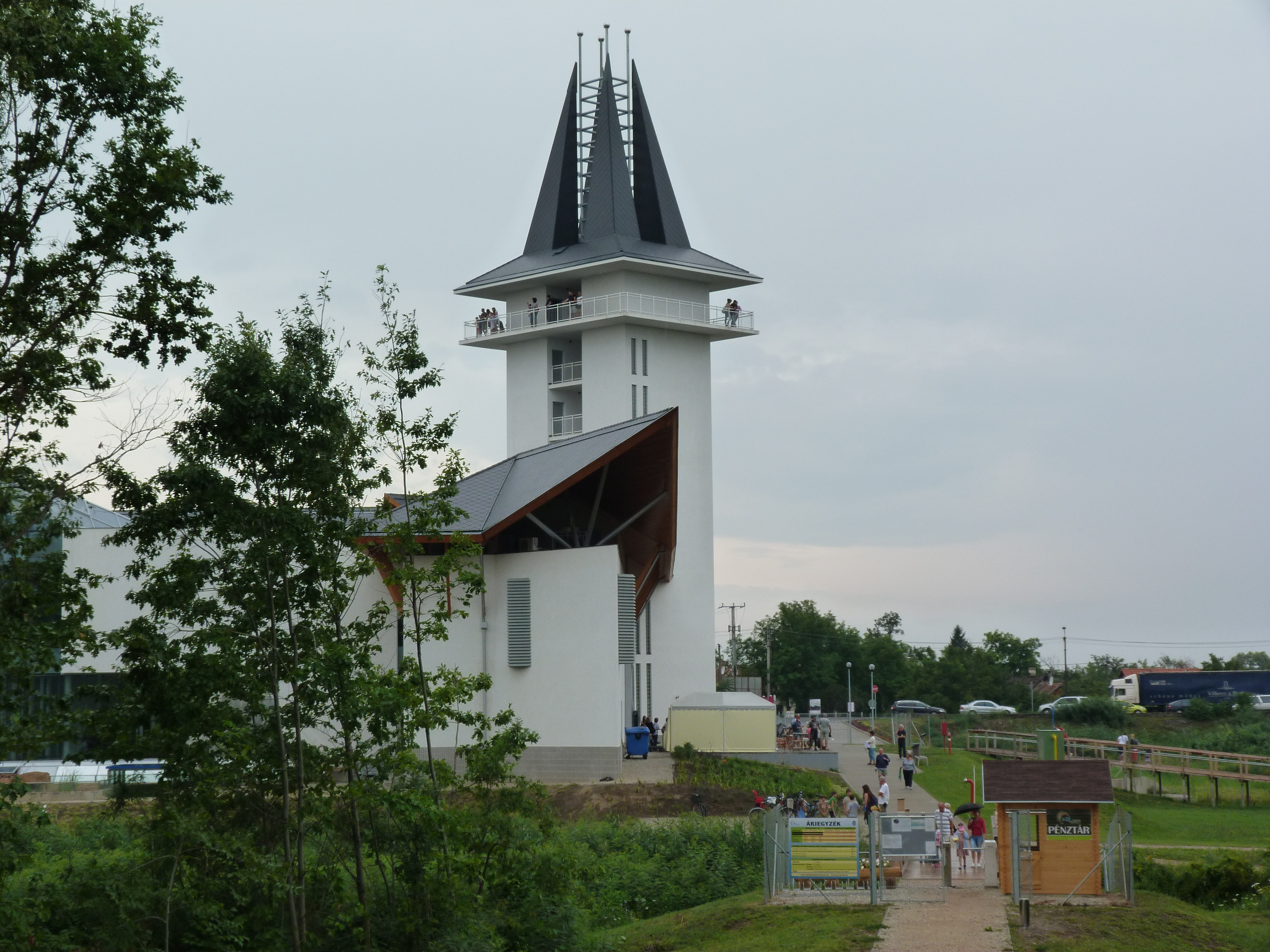
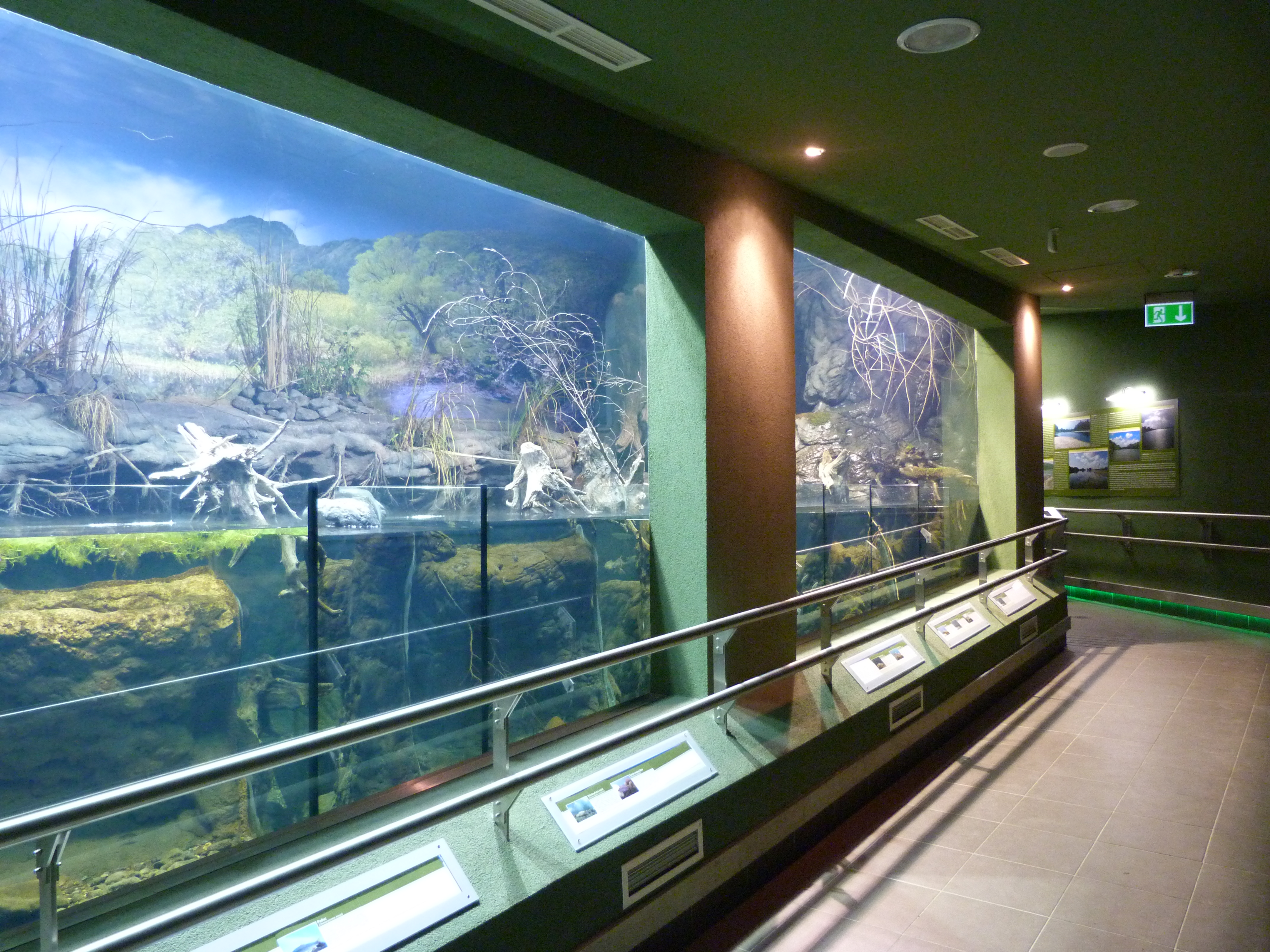

## Légi felvételek

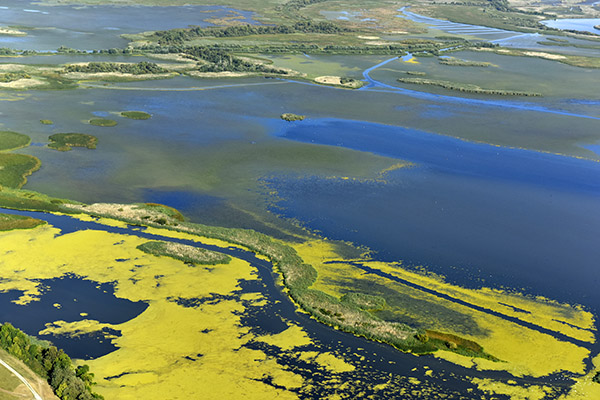
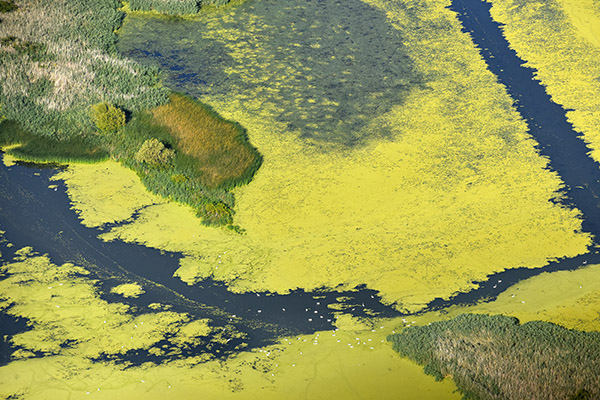
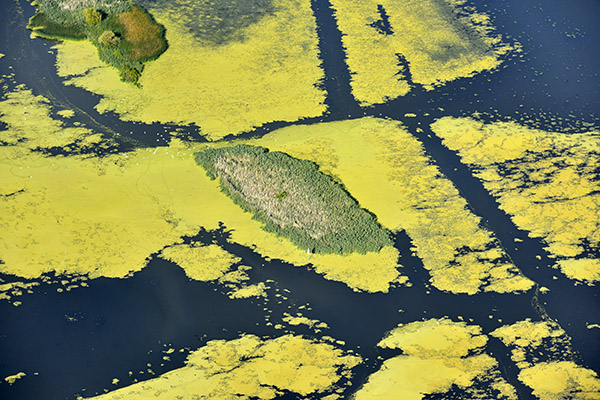
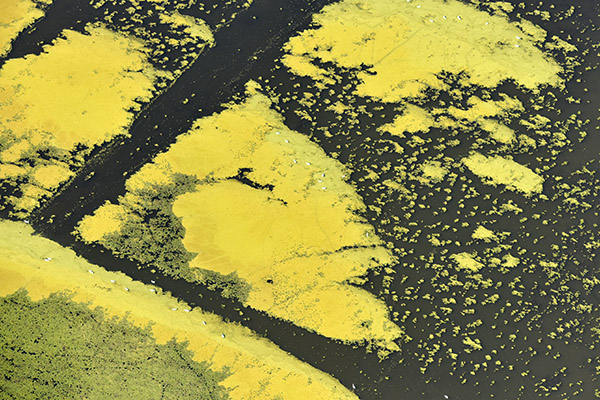